# Cohors I Tyriorum
Die Cohors I Tyriorum [sagittariorum oder sagittaria] (deutsch 1. Kohorte aus Tyros [der Bogenschützen]) war eine römische Auxiliareinheit. Sie ist durch Militärdiplome und Inschriften belegt.

## Namensbestandteile
- Tyriorum: aus Tyros. Die Soldaten der Kohorte wurden bei Aufstellung der Einheit aus der Stadt Tyros und ihrer Umgebung rekrutiert.

- sagittariorum oder sagittaria: der Bogenschützen. Der Zusatz kommt in den Militärdiplomen von 105 bis 146 und in der Inschrift (CIL 11, 1934) vor.

Da es keine Hinweise auf die Namenszusätze milliaria (1000 Mann) und equitata (teilberitten) gibt, ist davon auszugehen, dass es sich um eine reine Infanterie-Kohorte, eine Cohors (quingenaria) peditata, handelt. Die Sollstärke der Einheit lag bei 480 Mann, bestehend aus 6 Centurien mit jeweils 80 Mann.

## Geschichte
Die Kohorte war in den Provinzen Moesia, Moesia inferior und Dacia inferior (in dieser Reihenfolge) stationiert. Sie ist auf Militärdiplomen für die Jahre 69/79 bis 167/168 n. Chr. aufgeführt.
Der erste Nachweis der Einheit in der Provinz Moesia beruht auf einem Militärdiplom, das auf das Jahr 69/79 datiert ist. In dem Diplom wird die Kohorte als Teil der Truppen (siehe Römische Streitkräfte in Moesia) aufgeführt, die in der Provinz stationiert waren. Weitere Diplome, die auf 75 bis 116 datiert sind, belegen die Einheit in derselben Provinz (bzw. ab 99 in Moesia inferior).
Der erste Nachweis der Einheit in der Provinz Dacia inferior beruht auf einem Diplom, das auf das Jahr 129/130 datiert ist. In dem Diplom wird die Kohorte als Teil der Truppen (siehe Römische Streitkräfte in Dacia) aufgeführt, die in der Provinz stationiert waren. Weitere Diplome, die auf 129/130 bis 167/168 datiert sind, belegen die Einheit in derselben Provinz.

## Standorte
Standorte der Kohorte sind nicht bekannt.

## Angehörige der Kohorte
Folgende Angehörige der Kohorte sind bekannt.

### Kommandeure
| - C(aius) Atilius Glabrio, ein Präfekt (CIL 11, 1934) - Lucius Rutilius Ravonianus: er wird auf den Diplomen von 105 und 107 als Kommandeur genannt. | - L(ucius) Valerius [], ein Präfekt (CIL 3, 8716); er war auch Präfekt der Ala Moesica. |

### Sonstige
| - Hebrenus, ein Fußsoldat: das Diplom von 107 wurde für ihn ausgestellt. | - Tarsa, ein Fußsoldat: das Diplom von 105 wurde für ihn ausgestellt. |